# Strada regionale 74 San Michele al Tagliamento-Bibione
La strada regionale 74 San Michele al Tagliamento-Bibione (SR 74) è un'arteria di collegamento del Veneto che collega la strada statale 14 della Venezia Giulia all'altezza di San Michele al Tagliamento con la località turistica marittima, nonché sua frazione amministrativa, Bibione. La strada è interamente compresa nel comune di San Michele al Tagliamento e costeggia lungo tutto il suo percorso il fiume Tagliamento che è anche il confine regionale col Friuli-Venezia Giulia.
La strada ha origine innestandosi sulla SS 14 a ovest di San Michele al Tagliamento e procede in direzione sud. In località San Filippo vi si dirama la strada provinciale 42 "Jesolana" che conduce alle località balneari di Caorle, Eraclea, Jesolo e Cavallino Treporti. Dopo aver attraversato il canale Cavrato con un lungo viadotto lambisce le località di Cesarolo, Marinella e Bevazzana (dove è presente uno svincolo che conduce a Lignano), fino a entrare a Bibione attraversando con un ponte l'Idrovia Litoranea Veneta.
Il suo percorso era in origine quello dell'ex strada provinciale 74 della provincia di Venezia, con lo stesso nome "San Michele al Tagliamento-Bibione", che è stata ceduta alla regione nel 2007 in quanto classificata come strada d'interesse regionale e da allora è gestita da Veneto Strade, che eliminato tutti gli incroci a raso semaforizzati rimpiazzandoli con rotatorie.
È una strada extraurbana secondaria, e il limite massimo di velocità è di 90 km/h. La strada non attraversa i centri abitati, ma li aggira all'esterno. Prima della sua costruzione, avvenuta negli anni '70 e '80, Bibione era raggiungibile solo transitando attraverso i centri abitati di San Michele al Tagliamento, San Filippo, Cesarolo, Marinella e Bevazzana.
La strada è fortemente trafficata nei mesi estivi, essendo la principale via di comunicazione stradale (e l'unica, per quanto riguarda il tratto finale) da e per la località balneare di Bibione.

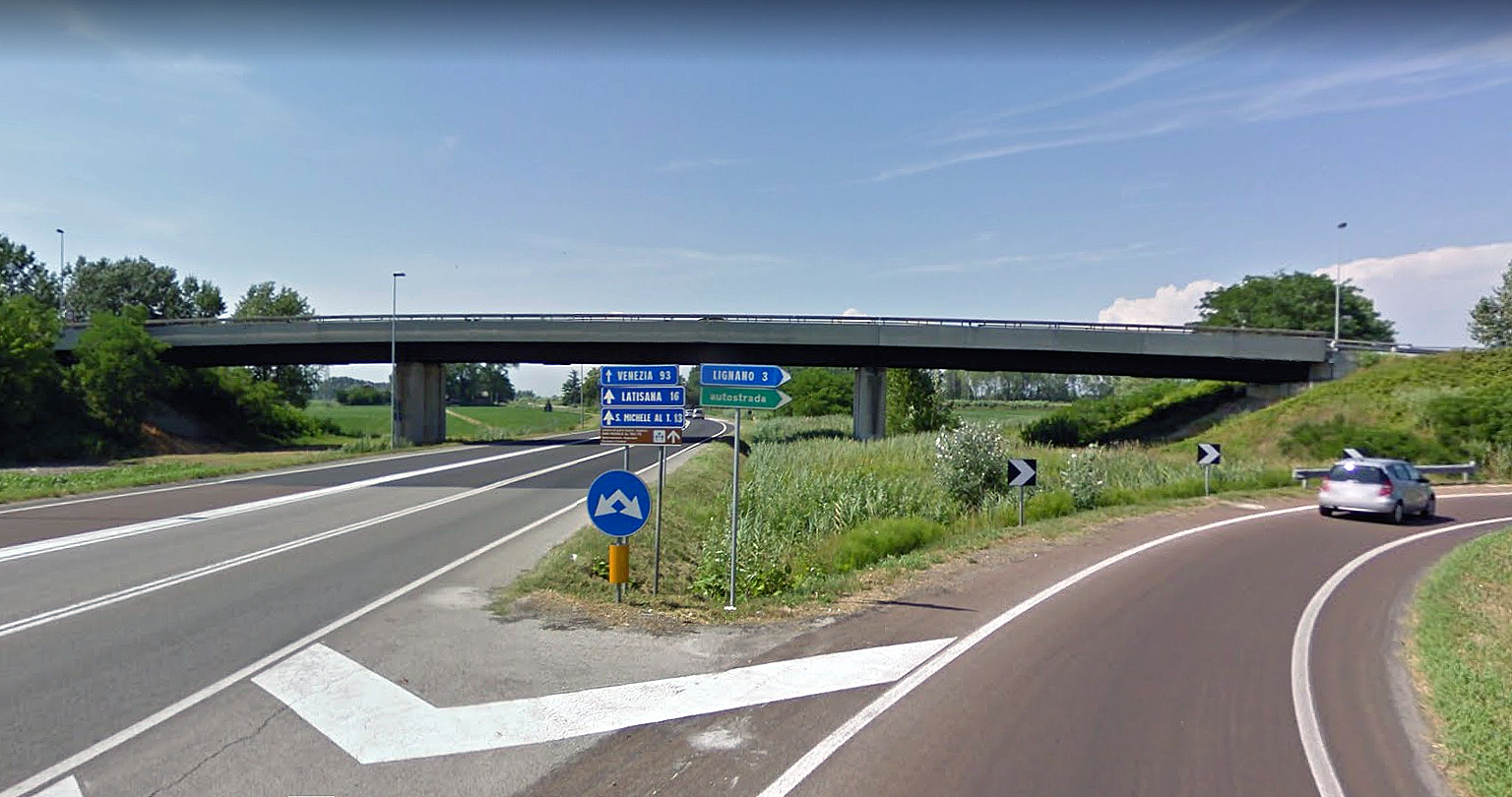
La SR 74 presso lo svincolo che attraversa il Tagliamento per Lignano Sabbiadoro

## Sul modello di Lignano
Il progetto per questa infrastruttura è simile a quello della strada regionale 354 di Lignano, ossia un collegamento rapido con l'autostrada A4, tramite il casello di Latisana, per i turisti diretti verso località balneare di Lignano Sabbiadoro, nel caso della strada regionale 74 per Bibione.

## Strada regionale 74 dir di Bevazzana
La SR 74 dir si dirama dallo svincolo ad occidente di Bevazzana per terminare dopo 1 km sul ponte sul fiume Tagliamento, continuando in Friuli-Venezia Giulia come SR UD 128 (Lignano-Bevazzana).
Questa bretella è fondamentale per il turismo estivo essendo l'asse principale tra Lignano e Bibione.
Fino all'apertura del ponte di Bevazzana, avvenuta nel 1988, il transito fra Lignano e Bibione era possibile solo attraverso un ponte di barche privato, costruito nel 1965, il cui uso era soggetto a pedaggio. Prima del 1965 era in servizio un piccolo traghetto che collegava le due sponde scorrendo ancorato a una fune tesa attraverso il fiume.

## Sviluppi futuri
I lavori per il casello di San Michele al Tagliamento sull'autostrada A4 sono stati approvati e potranno vedere la luce per il 2024, con ciò lo sviluppo verso nord creando la variante per la frazione di San Giorgio al Tagliamento.
È inoltre in progetto una rotatoria nel punto in cui questa strada ha origine dipartendosi dalla SS 14.
Vi è anche un progetto per la realizzazione di una bretella fra la SR 74 nei pressi di Marinella e Bibione Pineda.

## Tabella percorso
| San Michele al Tagliamento-Bibione | |       |
| Tipo                               | Indicazione | ↓km↓  |
|                                    | Autostrada Serenissima - Casello di San Michele al Tagliamento - Bibione (in progetto)                                               | ≅ 5   |
|                                    | Portogruaro-San Michele al Tagliamento Portogruaro - Alvisopoli (in progetto)                                                        | ≅ 3,5 |
|                                    | della Venezia Giulia Venezia - San Donà di Piave - Portogruaro - Latisana - Cervignano del Friuli - Monfalcone - Trieste             | 0,0   |
|                                    | Zona industriale di San Michele al Tagliamento (Via dell'Industria)                                                                  | 0,2   |
|                                    | San Michele al Tagliamento (Via Comugne)                                                                                             | 1,0   |
|                                    | Jesolana Punta Sabbioni - Cavallino - Jesolo - Eraclea - La Salute di Livenza - Lugugnana - San Michele al Tagliamento (Via Marango) | 2,5   |
|                                    | San Filippo (Via Aulo Gellio Cassi)                                                                                                  | 2,6   |
|                                    | Area di servizio | 2,8   |
|                                    | San Filippo (Via Armentarezza) | 3,6   |
|                                    | San Filippo - Prati Nuovi (Via Pradis)                                                                                               | 5,4   |
|                                    | San Filippo (Via San Filippo - vecchio tracciato SP 74)                                                                              | 5,9   |
|                                    | Ponte sul canale Cavrato | 6,2   |
|                                    | Cesarolo - Terzo Bacino (Via Malamocco)                                                                                              | 7,0   |
|                                    | Area di servizio | 7,2   |
|                                    | Cesarolo Marinella (Via Conciliazione - Via Marinella)                                                                               | 7,8   |
|                                    | Marinella (Vie Case Nuove) | 8,2   |
|                                    | Marinella (Via Brigolo Alto) | 9,0   |
|                                    | Marinella (Via Brigolo Basso) | 9,7   |
|                                    | Marinella (Via Marinella) | 10,1  |
|                                    | SR74dir per Lignano Sabbiadoro - Bevazzana - Zona industriale di Bevazzana                                                           | 12,8  |
|                                    | Bevazzana - Zona industriale di Bevazzana - Terzo Bacino                                                                             | 13,9  |
|                                    | Inizio del tratto di strada a carreggiate separate                                                                                   | 14,0  |
|                                    | Ponte sul canale Lugugnana (Idrovia Litoranea Veneta)                                                                                | 14,2  |
|                                    | fine tratta di competenza SR 74, inizio viabilità comunale                                                                           | 14,4  |
|                                    | Bibione (Corso del Sole - Via Baseleghe - Via Pola)                                                                                  | 15,4  |